# 상투메 프린시페 요리

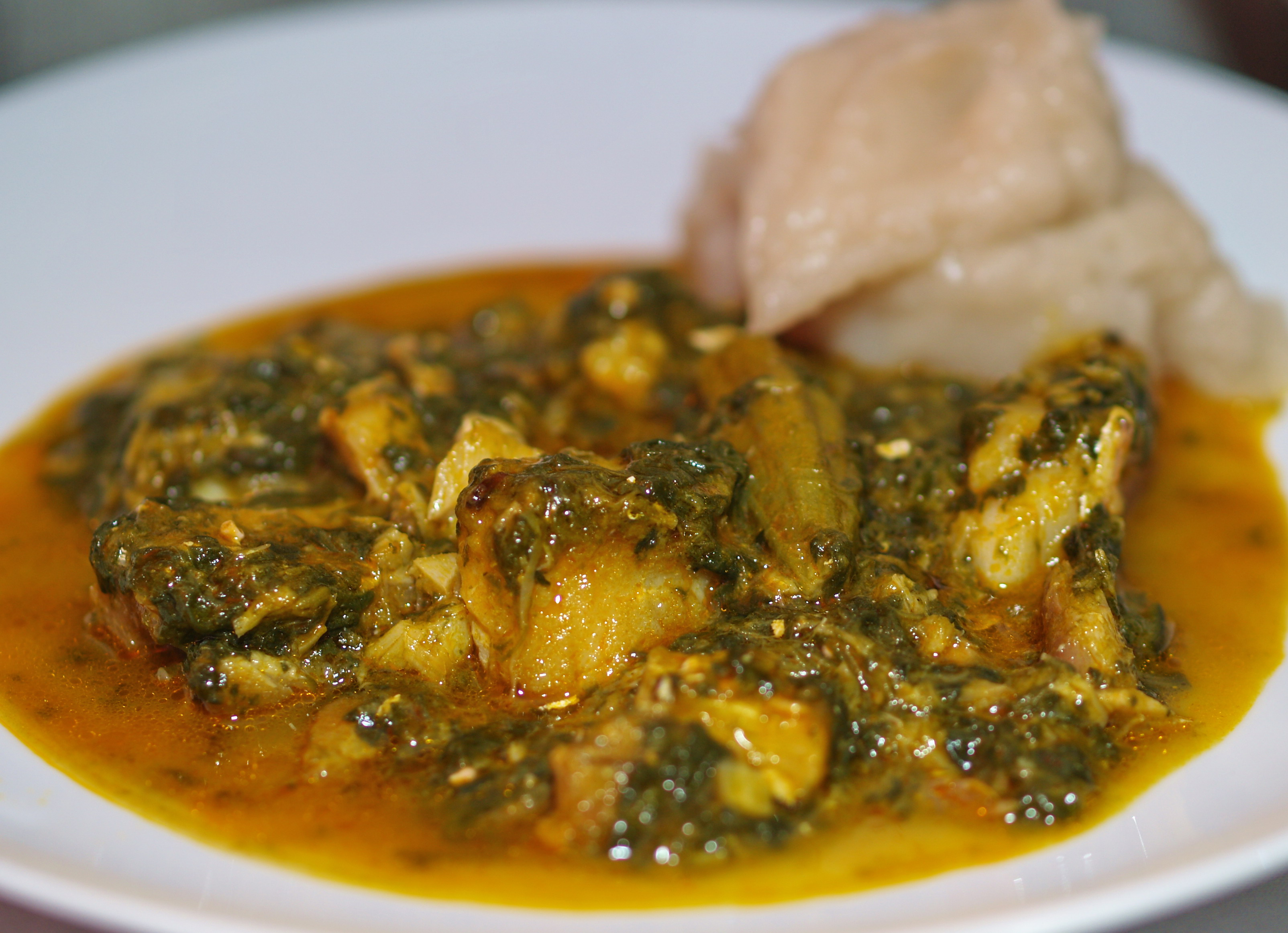
칼룰루

상투메 프린시페 요리(São Tomé Príncipe 料理, 포르투갈어: cozinha santomense 코지냐 산토멘스[*])는 중앙아프리카 서부에 있는 상투메 프린시페의 요리이다.

## 같이 보기
- 아프리카 요리